# Die Transvaler

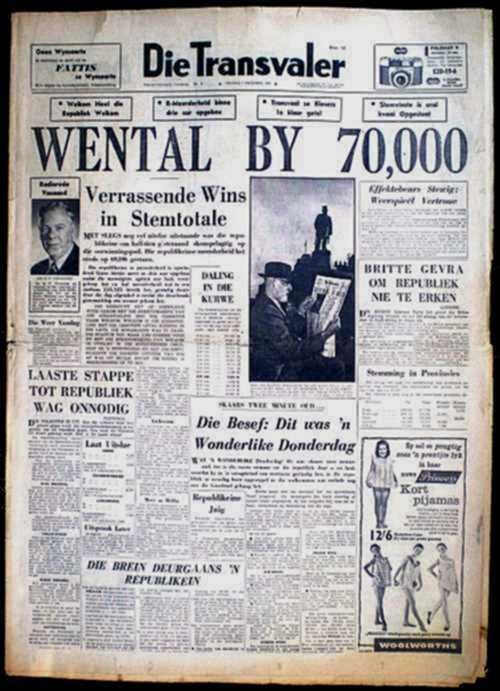
Die Transvaler, exemplaire du 7 octobre 1960.

Die Transvaler était un quotidien national d'Afrique du Sud en langue afrikaans.

## Historique
Il fut fondé en 1937 pour être l'organe de presse du parti national à Johannesbourg. Publié par le groupe Voortrekker Pers, il était financé également par le groupe de presse Nasionale Pers. 
Son premier rédacteur en chef est Hendrik Verwoerd, professeur de sociologie à l'université de Stellenbosch. Il imprime sa marque au journal en le faisant le porte-voix de l'opposition au Parti uni et à l'alliance gouvernementale entre James Barry Hertzog et Jan Smuts. Son programme est clairement de promouvoir le nationalisme afrikaner à travers la fondation d'une république nationale-chrétienne en Afrique du Sud. Bien que fondé et financé par des nationalistes du Cap, la ligne politique du journal est celle des Afrikaners du Transvaal, nettement plus radicale et anglophobe.
En 1939, Verwoerd s'oppose dans ses éditoriaux à l'entrée en guerre au côté de la Grande-Bretagne contre l'Allemagne nazie. Die Transvaler est alors catalogué comme journal pro-nazi ce que se défend Verwoerd. Il poursuit ainsi le quotidien The Star devant les tribunaux et tente de le faire condamner pour diffamation mais le jugement rendu le 13 juillet 1943 le déboute. le juge affirme même dans ses attendus que Verwoerd « soutient la propagande du régime nazi et qu'il a fait du journal un instrument des Nazis en Afrique du Sud ». 
En dépit de cette mise en cause, et bien que le pays soit en guerre, Verwoerd continue de diriger le journal et participe à l'isolement de James Barry Hertzog au sein de la mouvance du nationalisme afrikaner. 
Après la victoire du parti national aux élections générales de 1948, Verwoerd, d'abord défait dans la circonscription législative d'Alberton, récupère néanmoins un siège au Sénat et quitte la rédaction du journal. Celui-ci continue pendant les années qui suivent d'être un relais médiatique du parti national bien que ce rôle lui est contesté par Die Burger. 
En 1971, le journal fait partie des titres du groupe de presse Perskor. Repris par Wimpie de Klerk, un libéral, frère du futur président Frederik de Klerk, sa ligne politique évolue vers le centrisme et le courant politique des verligtes (les éclairés) du parti national. À partir de 1974, son principal concurrent au Transvaal est Beeld, édité par Naspers. 
En 1983, le journal devient un quotidien du soir, édité à Pretoria ce qui entraîne la cessation de parution du titre Hoofstad, quotidien du groupe Perskor de moindre diffusion publié à Pretoria. Ce déplacement de publication de Johannesbourg à Pretoria confirme la victoire de Beeld qui devient le seul quotidien du matin à diffusion nationale en langue afrikaans. 
En mars 1993, la parution de Die Transvaler cesse définitivement marquant la victoire de Beeld sur le marché des titres en afrikaans au Transvaal. 